# Daihatsu Mira Tocot
El Daihatsu Mira Tocot (ダイハツ・ミラ トコット, Daihatsu Mira Tokotto) és un kei car de la marca japonesa Daihatsu. El Mira Tocot va ser plantejat com el successor del Mira Cocoa, tot i que també comparteix segment i públic amb el ja desaparegut Mira Gino i és el rival directe del Suzuki Alto Lapin. La producció del Mira Tocot va començar el juny de 2018.
El Mira Tocot es fabrica a la factoria que té Daihatsu a la prefectura d'Oita, a Kyuushuu. El model comparteix plataforma amb el Mira e:S II, està propulsat per un motor tricilíndric de 658 centimetres cúbics amb transmissió CVT de tres velocitats i es troba disponible amb tracció al davant o tracció total. El Mira Tocot només està disponible en carrosseria de cinc portes.